# Refuge d'oiseaux migrateurs de Senneville
Le refuge d'oiseaux migrateurs de Senneville est une aire protégée du Canada et l'un des 28 refuges d'oiseaux migrateurs du Québec. Il est situé dans l'ouest de l'île de Montréal.
Ce refuge protège un parc urbain composé d'habitats naturels variés abritant de nombreuses espèces en période de nidification. Il couvre entre autres l'arboretum Morgan.